# استنلی و ایریس
استنلی و ایریس (به انگلیسی: Stanley & Iris) فیلمی محصول سال ۱۹۹۰ به کارگردانی مارتین ریت است. در این فیلم بازیگرانی همچون جین فوندا، رابرت دنیرو، سوزی کرتز، مارتا پلیمپتن، هارلی کروس، جیمی شریدن، فئودور چالیاپین جونیور، زهرا لامپرت، لرتا دیواین و کیتی کینی ایفای نقش کرده‌اند.

## خلاصه داستان
«استنلی کاکس» آشپزی خجالتی است که هیچگاه شانس عاشق شدن نداشته. «آیریس کینگ» بیوه‌ای است که به خود قول داده هیچگاه عاشق نشود. اما در حالیکه رابطه آن اوج می‌گیرد و «آیریس» به «استنلی» کمک می‌کند خواندن بیاموزد، مهربانی «استنلی» قلب شکسته «آیریس» را ترمیم می‌کند و…